# Pustularia

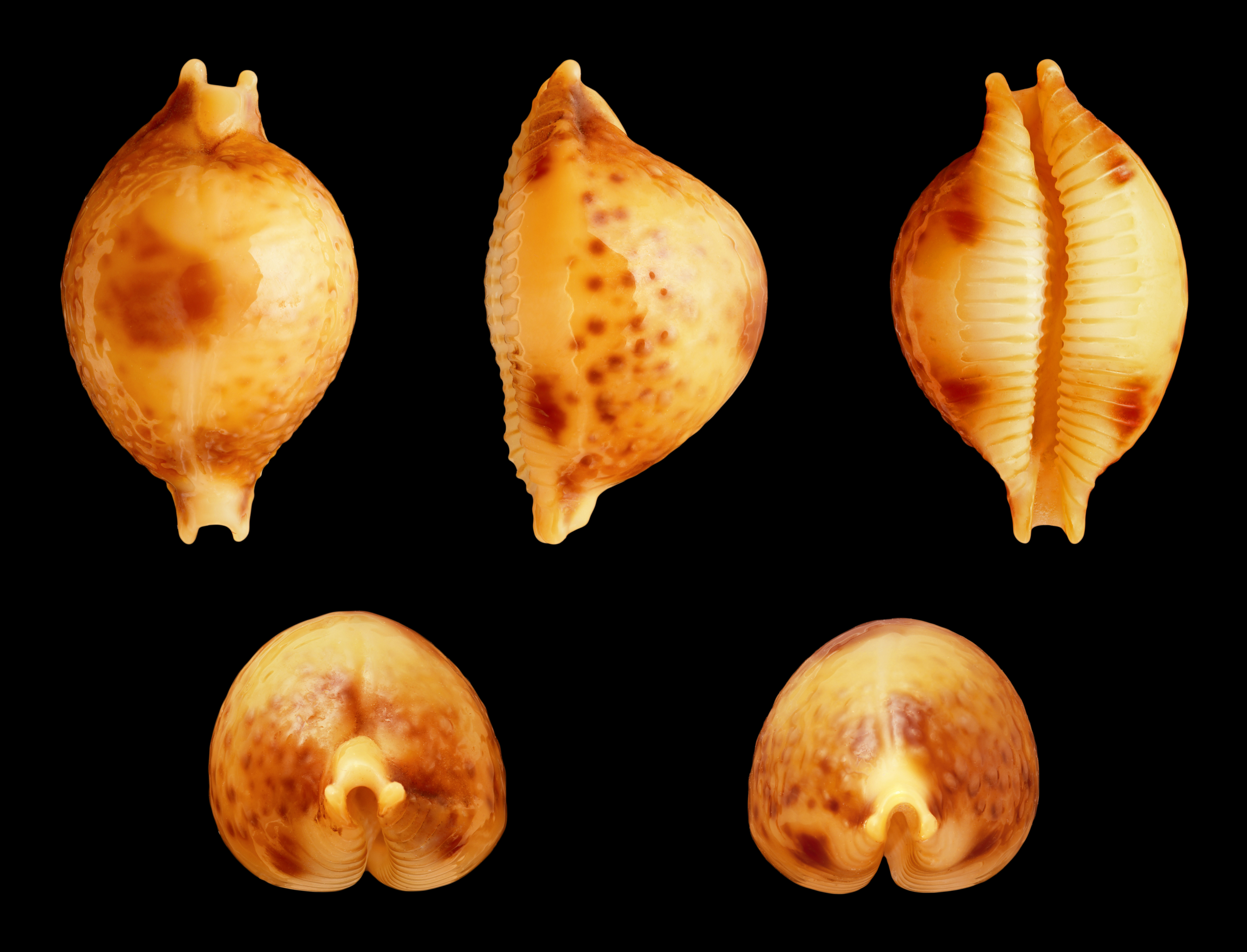
Postularia bistrinotata.

Pustularia es un género de foraminífero bentónico considerado un sinónimo posterior de Miniacina de la familia Homotrematidae, de la superfamilia Acervulinoidea, del suborden Rotaliina y del orden Rotaliida. Su especie tipo era Pustularia rosea. Su rango cronoestratigráfico abarcaba el Holoceno.

## Clasificación
Pustularia incluía a la siguiente especie:
- Pustularia rosea